# Episodi di Armstrong Circle Theatre (dodicesima stagione)
La dodicesima stagione della serie televisiva Teatro di Armstrong (Armstrong Circle Theatre) è stata trasmessa in anteprima negli Stati Uniti d'America dalla CBS tra l'11 ottobre 1961 e il 29 agosto 1962.
In Italia questa stagione è stata trasmessa dal 26 marzo al 14 giugno 2015 su Telecapri, interrompendosi al 16º episodio a causa dei bassi ascolti e saltando il nono episodio, recuperato dalla stessa rete il 13 ottobre 2016. Gli restanti episodi (ep. 17-23) furono trasmessi dal 17 al 23 ottobre 2016 sempre sulla stessa rete.
| nº | Titolo originale                                             | Titolo italiano | Prima TV USA     | Prima TV Italia |
| -- | ------------------------------------------------------------ | --------------- | ---------------- | --------------- |
| 1  | Legend of Murder: The Untold Story of Lizzie Borden          |                 | 11 ottobre 1961  |                 |
| 2  | A Chapter on Tyranny: Dateline Berlin                        |                 | 25 ottobre 1961  |                 |
| 3  | The Thief of Charity                                         |                 | 8 novembre 1961  |                 |
| 4  | Track of an Unknown: The Story of North American Air Defense |                 | 22 novembre 1961 |                 |
| 5  | Spin a Crooked Record                                        |                 | 6 dicembre 1961  |                 |
| 6  | The Battle of Hearts                                         |                 | 20 dicembre 1961 |                 |
| 7  | Window on the West                                           |                 | 3 gennaio 1962   |                 |
| 8  | Securities for Suckers                                       |                 | 17 gennaio 1962  |                 |
| 9  | Runaway Road: Story of a Missing Person                      |                 | 31 gennaio 1962  |                 |
| 10 | The Perfect Accident                                         |                 | 21 febbraio 1962 |                 |
| 11 | Assignment: Teenage Junkies                                  |                 | 28 febbraio 1962 |                 |
| 12 | The Man Who Refused to Die                                   |                 | 14 marzo 1962    |                 |
| 13 | Merchants of Evil                                            |                 | 28 marzo 1962    |                 |
| 14 | Patterns of Hope                                             |                 | 11 aprile 1962   |                 |
| 15 | Black Bird of Space                                          |                 | 25 aprile 1962   |                 |
| 16 | Anatomy of Betrayal: Dateline Cuba                           |                 | 9 maggio 1962    |                 |
| 17 | The Secret Crime                                             |                 | 23 maggio 1962   |                 |
| 18 | Journey to Oblivion                                          |                 | 6 giugno 1962    |                 |
| 19 | One Good Turn                                                |                 | 20 giugno 1962   |                 |
| 20 | Assignment: Teenage Junkies                                  |                 | 18 luglio 1962   |                 |
| 21 | The Battle of Hearts                                         |                 | 1º agosto 1962   |                 |
| 22 | The Man Who Refused to Die 2                                 |                 | 14 marzo 1962    |                 |
| 23 | Merchants of Evil                                            |                 | 29 agosto 1962   |                 |